# Plinian Core
Plinian Core es un conjunto de conceptos que pueden ser usados para describir diferentes aspectos sobre la información biológica de una especie. Están incluidos todo tipo de términos relacionados con las características y rasgos de un taxón -biológicos o no-. De este modo, por ejemplo, términos concernientes a las descripciones, a los aspectos legales, a la conservación, a la gestión, a la demografía, a la nomenclatura o a los recursos relacionados pueden ser incorporados.

## Descripción
Plinian Core es un estándar que tiene por objeto facilitar el intercambio de información sobre especies y taxones superiores.
¿Cuál es su ámbito de aplicación?
- Catálogos a nivel de especie para cualquier tipo de objeto o dato biológico.
- Terminología asociada con las colecciones de datos biológicos.
- Esfuerzos dirigidos a mejorar la compatibilidad con otros estándares biológicos relacionados.
- Facilitar la incorporación de componentes y atributos a los datos biológicos.

¿Cuál no es su ámbito?
- Protocolos de intercambio de datos.
- Datos que no estén relacionados con la biodiversidad.
- Datos de presencia.

El nombre de este estándar está dedicado a la figura del naturalista Plinio Cayo Segundo o Plinio el Viejo.
Plinian Core se ha diseñado para sea sencillo de manejar, autónomo, con capacidad para integrar datos de diferentes bases de datos y capaz de gestionar diferentes niveles de granularidad. En la versión actual los términos de Plinian Core se agrupan en las siguientes categorías:
- Metadatos
- Elementos básicos
- Nomenclatura y clasificación
- Descripción taxonómica
- Historia natural
- Carácter invasivo
- Demografía y amenazas
- Usos, gestión y conservación
- Partes asociadas, mediciones, referencias y datos complementarios

## Antecedentes
Plinian Core comenzó como un proyecto colaborativo entre por los nodos GBIF de Costa Rica (INBio) y España (GBIF España) en septiembre de 2005, “Desarrollo de herramientas para la integración de información de especies”. Se trataba de una serie de iteraciones, cuyos elementos habían sido definidos e implantados en diferentes proyectos previos. El resultado fue la primera versión borrador del estándar Plinian Core (actualmente obsoleta).
En 2012, como resultado de la colaboración anterior, se llevó a cabo un nuevo desarrollo, que dio lugar a nuevos requerimientos y aportaciones. Gracias a esto se mejoró la calidad y la documentación del estándar, con el fin de alinearse con los estándares TDWG, organismo mundial de referencia para los estándares de información sobre biodiversidad. Resultado de lo anterior se definió una nueva versión: Plinian Core v3.1, vigente desde septiembre de 2013. Esta versión proporciona más flexibilidad para representar la información completa de una especie bajo diferentes escenarios. Para abordar nuevos aspectos, tales como, la propiedad intelectual, los recursos relacionados, las referencias, etc. se introdujeron nuevos elementos y para los elementos que ya estaban incluidos se mejoraron sus definiciones y documentación.
En esta nueva fase del desarrollo se incorporaron como socios la Universidad de Granada (UG, España), el Instituto Alexander von Humboldt (IAvH, Colombia), la Comisión Nacional para el Conocimiento y Uso de la Biodiversidad (CONABIO, México)  y la Universidad de São Paulo (USP, Brasil). Dentro del Grupo de Interés del TDWG “Información de Especies”, se propuso la creación del “Grupo de Trabajo de Plinian Core”.

## Niveles del estándar
Plinian Core se presenta a dos niveles diferentes: el modelo abstracto (AM) y los perfiles de aplicación (APs).
El modelo abstracto (AM), comprende el esquema del modelo (xsd) y los términos de las URI, que componen la parte normativa. Se trata de un modelo integral que permite describir las características de las especies para diferentes niveles de granulosidad. El AM debe entenderse como un “menú” en el cual podemos elegir los términos y nivel de detalle necesarios para un proyecto cualquiera. Dentro del modelo abstracto se han sido diseñados una serie de subgrupos para ser implementados en cada proyecto específico, estos subgrupos son los “perfiles de aplicación” (APs). Estos perfiles, además, contienen parte de los elementos del AM y pueden imponer especificaciones adicionales a los elementos incluidos, tales como vocabularios controlados. A continuación algunos ejemplos de Perfiles de Aplicación en uso: 
- Perfil de aplicación CONABIO
- Perfil de aplicación INBIO
- Perfil de aplicación GBIF.ES
- Perfil de aplicación Banco de Datos de la Naturaleza. España
- Perfil de aplicación SIB-COLOMBIA

## Relación con otros estándares
| Standard                               | Elementos |
| -------------------------------------- | --- |
| Darwin Core DWC                        | taxonConceptID, Hierarchy, MeasurementOrFact, ResourceRelationShip |
| Ecological Metadata Language. EML      | associatedParty, keywordSet, coverage, dataset |
| Encyclopedia of Life Schema. EOL       | AncillaryData: DataObjectBase |
| Global Invasive Species Network. GISIN | origin, presence, persistence, distribution, harmful, modified, startValidDate, endValidDate, countryCode, stateProvince, county, localityName, county, language, citation, abundance... |
| Taxon Concept Schema. TCS              | scientificName |

## Organizaciones involucradas actualmente en el desarrollo de Plinian Core
- INBio
- GBIF.ES
- Universidad de São Paulo
- Universidad de Granada
- CONABIO
- SiB - Colombia